# NGC 1645
NGC 1645 ist eine Linsenförmige Galaxie mit ausgedehnten Sternentstehungsgebieten vom Hubble-Typ S0/a pec im Sternbild Eridanus am Südsternhimmel. Sie ist schätzungsweise 215 Millionen Lichtjahre von der Milchstraße entfernt und hat einen Durchmesser von etwa 135.000 Lichtjahren.
Im selben Himmelsareal befinden sich u. a. die Galaxien NGC 1643, NGC 1656, NGC 1659, NGC 1677.
Das Objekt wurde am 31. Oktober 1864 von Heinrich Louis d’Arrest entdeckt.